# Deutsche Vaterlandspartei
Niemiecka Partia Ojczyźniana (niem. Deutsche Vaterlandspartei, skrót: DVP) – niemiecka skrajnie prawicowa i prowojenna partia założona 2 września 1917 r. DVP miała charakter rewizjonistyczny, antylewicowy i antykomunistyczny.
Wśród założycieli DVP byli Wolfgang Kapp (późniejszy organizator Puczu Kappa-Lüttwitza) i Alfred von Tirpitz (admirał i późniejszy przywódca partii). Program partii koncentrował się na aneksjonistycznych celach wojennych, autorytarnych zmianach w konstytucji oraz innych punktach programu pangermanów. Głównym źródłem funduszy był sztab armijny. Przy poparciu Heinricha Classa, przemysłowców, byłego ministra marynarki wojennej Alfreda von Tirpitza i we wszystkich ugrupowań aneksjonistycznych z Partią Konserwatywną włącznie, nowa organizacja przedstawiała się jako będąca ponad utarczkami partii politycznych, poświęcająca się jedynie narodowi niemieckiemu. Szczyt popularności Partii Ojczyźnianej przypada na lato 1918, kiedy mieli ok. 1,25 mln członków. Jednak od samego początku dane dotyczące członków były nieprawdziwe. Członkowie zapisywali się do partii zarówno jako pojedyncze osoby, jak i członkowie jej składowych organizacji, a zatem prawdziwa liczba osób należących do partii, zgodnie z jej wewnętrznym memorandum z września 1918 r., nie przekraczała 445 000.
Partia Ojczyźniana spotkała się z silnym oporem ze strony liberałów, a także rządu, który zabronił oficerom i żołnierzom wstępować w jej szeregi, a administracji nakazał w żaden sposób jej nie pomagać. Ostatecznie została rozwiązana 10 grudnia 1918 podczas rewolucji listopadowej.
Należący do niej Anton Drexler był jednym z założycieli podobnej Niemieckiej Partii Robotniczej, późniejszej NSDAP.